# Ermita del Calvario (Montalbán de Córdoba)
La ermita de El Calvario es una ermita del municipio cordobés de Montalbán de Córdoba, Andalucía, España. En ella se encuentra la imagen de Nuestro Padre Jesús del Calvario a quien está dedicado este santuario. Este monumento es uno de los más conocidos del municipio siendo uno de sus símbolos.

## Historia

### La primera ermita
Aunque no se sabe la fecha exacta todo parece indicar que la primera ermita del Calvario se construyó hacia el año 1700 o finales del siglo XVII, en un lugar diferente al que ocupa la actual, concretamente en el paraje denominado Las Chorreras, un poco más al Sur que el emplazamiento de la actual ermita. El edificio, debido a su construcción con materiales de mala calidad, se encontró en poco tiempo en un estado cercano a ruinoso.

### La segunda ermita
En 1773 se decidió edificar una nueva ermita en el lugar de la primera, concluyendo su construcción en 1776. Esta ermita, aunque más sólida que la anterior, tampoco fue construida con materiales de mucha calidad de modo que, a finales de marzo de 1852, la linterna y la cúpula de la ermita se desplomaron.

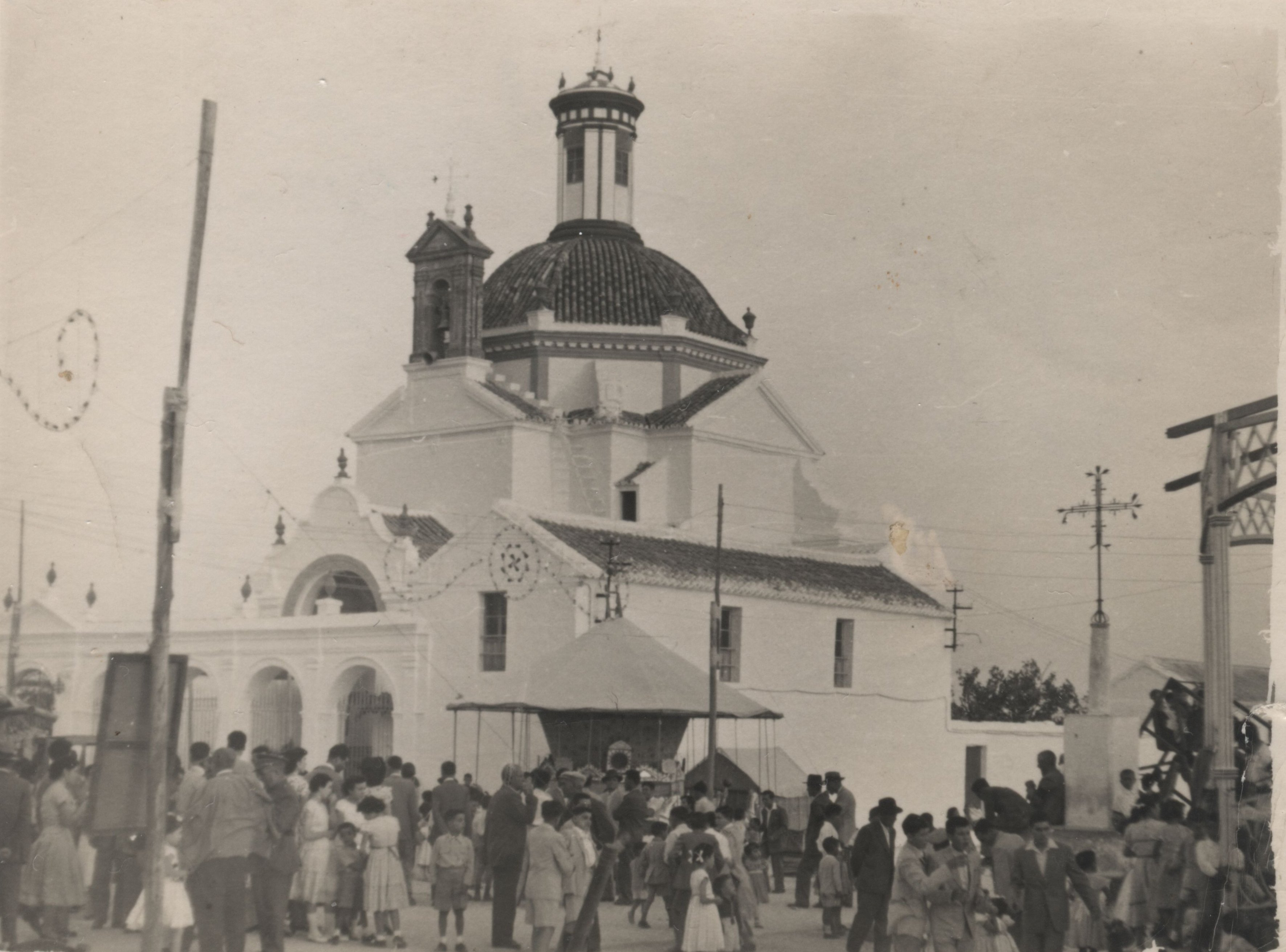
La Ermita de El Calvario en los años 60, durante la celebración de la Feria de Agosto.

### La ermita actual
Una vez consultados técnicos competentes se decide derribar y reedificarlo desde los cimientos. La obra se terminó en julio de 1856, volviendo el 25 de agosto del mismo año la imagen a la nueva ermita, hecho que fue muy festejado en el pueblo con repiques de campanas, iluminaciones, arcos triunfales y colgaduras de los edificios.
De la antigua ermita se conservó la portada, obra del artista Francisco Suárez. La Hospedería se construyó en 1866 con objeto de atender a los peregrinos que diariamente llegaban a cumplir promesas. También se levantó en el mismo año la casa de los santeros y el cercado de arcos y verjas del patio de entrada. La realización del nuevo edificio corrió a cargo del Maestro Mayor de Écija, D. José Martínez Corrales, lo que explicaría su relación con la arquitectura sevillana.

## Arquitectura
La planta de la ermita es de cruz griega, cubierta en su centro por una cúpula que se levanta sobre pechinas, y rematada finalmente por una linterna. Podemos decir también que es una planta centrada, ya que se desarrolla en torno a este punto central en que se cruzan los ejes de simetría del edificio. Los brazos de la cruz se cubren con arcos. En el centro de los lados laterales de la cruz existen dos hornacinas o nichos de formas mixtilíneas, con las imágenes de la Inmaculada y San Miguel.

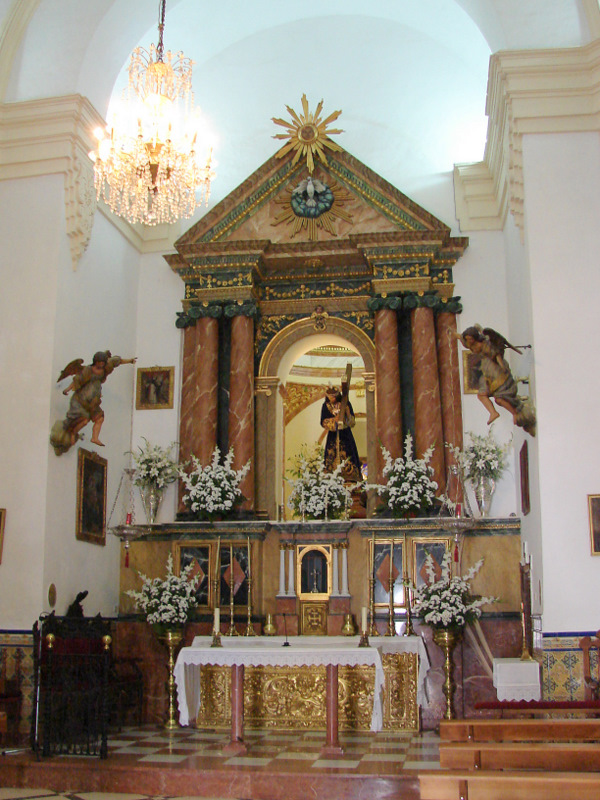
Altar mayor de la Ermita de El Calvario.

El altar mayor se encuentra cubierto por un retablo de tipo clásico, con columnas jónicas, rematado por un frontón. Colocada en alto detrás del altar mayor existe una pequeña capilla, el Camarín, para exposiciones de la imagen de Nuestro Padre Jesús del Calvario, de forma que ésta es visible a través del centro del retablo. El Camarín existe con estas características en iglesias españolas, el primer ejemplo que encontramos es el de la iglesia de Los Desamparados de Valencia. Frente al altar mayor y encima de la entrada está situado el coro, sostenido por un gran arco carpanel y en sus laterales por ménsulas de formas mixtilíneas de conchas.
El ornamento del edificio, en general, podemos decir que es sencillo, de un sabor claramente andaluz, existen ménsulas de formas mixtilíneas, con un bello contraste de colores, bordeando la parte superior. En las pechinas que soportan la cúpula existen pinturas de forma ovalada, con representaciones de los evangelistas. A ambos lados del altar mayor encontramos esculturas de dos ángeles portantes que sostienen lámparas. El púlpito de hierro se construyó en Sevilla en 1880.
En cuanto a la imagen tenemos que señalar que hacia 1630 se extendieron por las poblaciones de Córdoba y Sevilla imágenes de Jesús Nazareno con la cruz a cuestas, reproducciones de las hechas años atrás por Juan de Mesa, una de éstas copias llegó a Montalbán, reproduce a un hombre en disposición de caminante, de buena estatura, con la cabeza y el cuerpo inclinados por el peso de la cruz, la cual tiene incrustaciones de plata en los extremos. Debido a los desperfectos causados por las procesiones rogativas, tuvo que ser restaurada en 1782 por el escultor montillano Juan José de Lara, conservándose las manos y la cara del original.
En cuanto al estado de edificio en la actualidad, tenemos que decir que en los últimos años se ha procedido a la realización de obras menores, como el enlosado del patio de entrada, tejado y la reforma de la hospedería y la casa de los santeros.